# Périmètre mortel

Périmètre mortel (100 Feet) est un film d'horreur américain réalisé par Eric Red et sorti en 2008.

## Synopsis
Marnie Watson a été condamnée pour avoir assassiné Mike, son mari. Après avoir purgé une peine de prison, elle est assignée à résidence dans sa maison (où a eu lieu le crime) avec un bracelet de cheville électronique l’empêchant de s'éloigner de plus de 100 pieds (30 mètres). Elle tente de s'organiser en se faisant livrer les courses à la maison, elle fait ainsi la connaissance de Joey, le jeune livreur auprès duquel elle ne tarde pas à se confier.
Dans la nuit, alors que Marnie est couchée, le visage de son mari apparaît soudainement. Effrayée, elle bondit et fuit la chambre. Le fantôme de son mari la pousse alors dans les escaliers. Elle perd connaissance en dehors du périmètre autorisé. Le policer Shanks arrive un peu plus tard et la trouve inconsciente. Il est alors persuadé que quelqu'un la bat et que cette personne est le véritable assassin du mari de Marnie, laquelle le couvrirait. Marnie demande à Joey de lui procurer des ouvrages sur les fantômes. Elle lit qu'elle doit se débarrasser de toutes les affaires personnelles de son mari, ce qu'elle s'empresse de faire. Le fantôme continue de la tourmenter, elle inspecte la maison et trouve dans une cache un sac contenant une grosse somme d'argent liquide, elle en fait don à la paroisse.
Rongée par la solitude, ses anciens amis et voisins ne lui parlant plus, elle appelle Joey. Après avoir hésité, ils finissent par faire l'amour. Tout semble bien se passer jusqu'à ce que, le lendemain matin, le fantôme de Mike les attaque à la sortie du lit. Le fantôme tue brutalement Joey. Marnie cache le corps sous le faux plancher. Alerté par les cris, le policier, qui est resté en faction toute la nuit et a donc vu entrer Joey, investit la maison, appréhende Marnie et lui demande où est passé Joey. Elle nie l'avoir rencontré jusqu'à ce que son corps dégringole du faux plancher de l'étage du dessus. Shanks s’apprête à conduire Marnie à la voiture de police, mais à ce moment-là, le fantôme réapparaît, attaquant d'abord Marnie puis le policier, puis mettant le feu à la maison. Coincé par le fantôme, Marnie est à deux doigts d'être étranglée quand elle réalise que la dernière chose qu'il lui reste de Mike est son alliance. Elle la lui jette et le fantôme disparaît dans une boule de feu. Marnie sauve Shanks du feu et ils parviennent difficilement à s'extraire de la maison par un soupirail. Une fois sortis, Shanks lui conseille de fuir.
Plus tard, Marnie, assise dans un autocar, voit un passager avec un journal qui titre : « La meurtrière est morte dans sa maison après avoir sauvé un policier. »

## Fiche technique
- Titre original : 100 Feet
- Titre francophone : Périmètre mortel
- Réalisateur : Eric Red
- Scénario : Eric Red
- Musique : John Frizzell
- Photographie : Ken Kelsch (en)
- Société de production : The Asylum
- Dates de sortie : 
  - États-Unis : 11 octobre 2008 (Screamfest Horror Film Festival (en))
  - États-Unis : 26 avril 2009 sur Sci-Fi Channel
- Durée : 96 minutes
- Genre : horreur

## Distribution
- Famke Janssen (VF : Juliette Degenne) : Marnie Watson
- Bobby Cannavale (VF : Constantin Pappas) : Lou Shanks
- Ed Westwick (VF : Nessym Guetat) : Joey
- Michael Paré : Mike Watson
- Patricia Charbonneau : Frances
- Kevin Geer (VF : Jean-Pierre Leroux) : le père Pritchet